# Hypericum elegans
Hypericum elegans är en johannesörtsväxtart som beskrevs av Franz Stephani och Carl Ludwig von Willdenow. Hypericum elegans ingår i släktet johannesörter, och familjen johannesörtsväxter. Inga underarter finns listade i Catalogue of Life.

## Bildgalleri

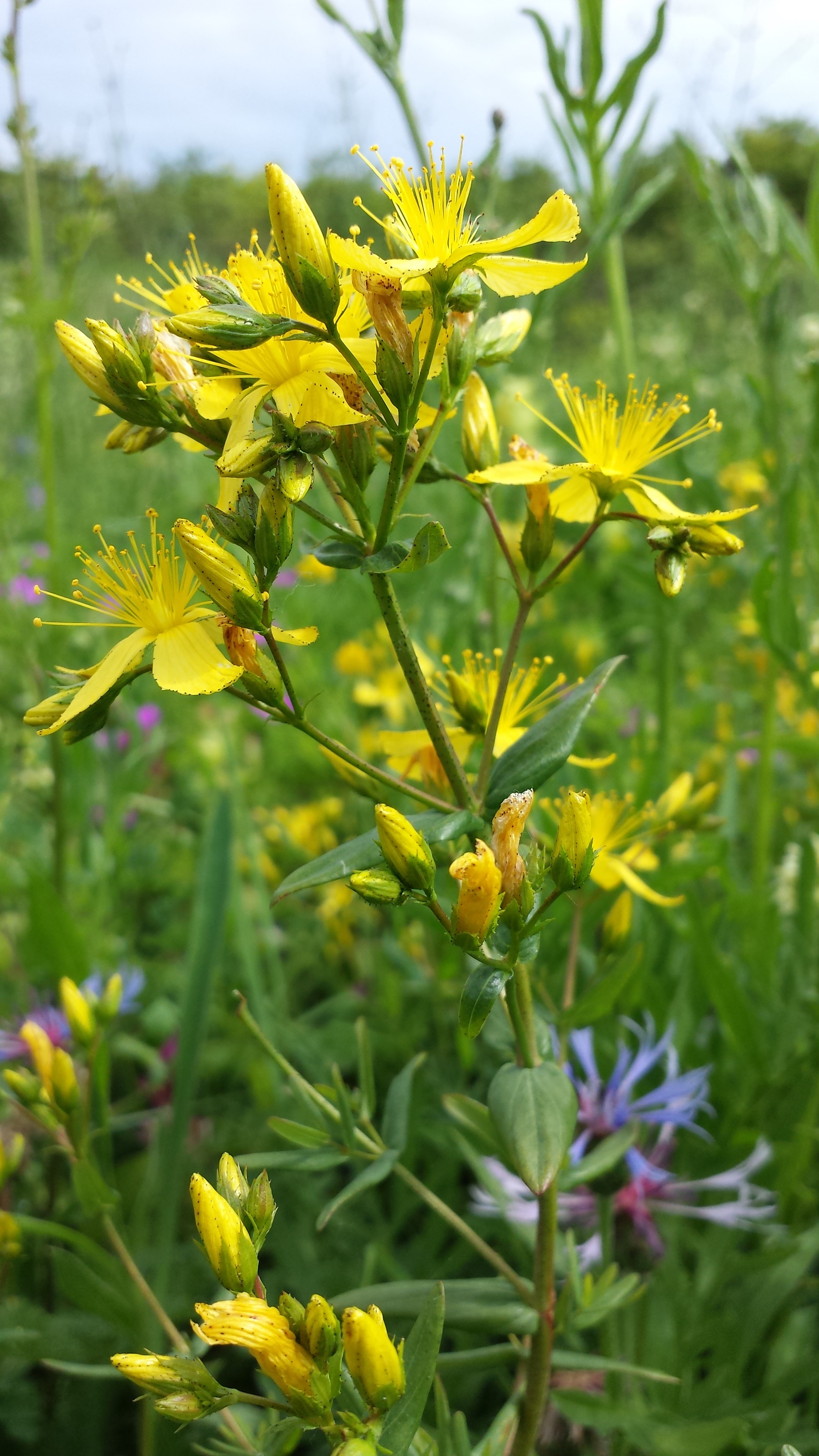
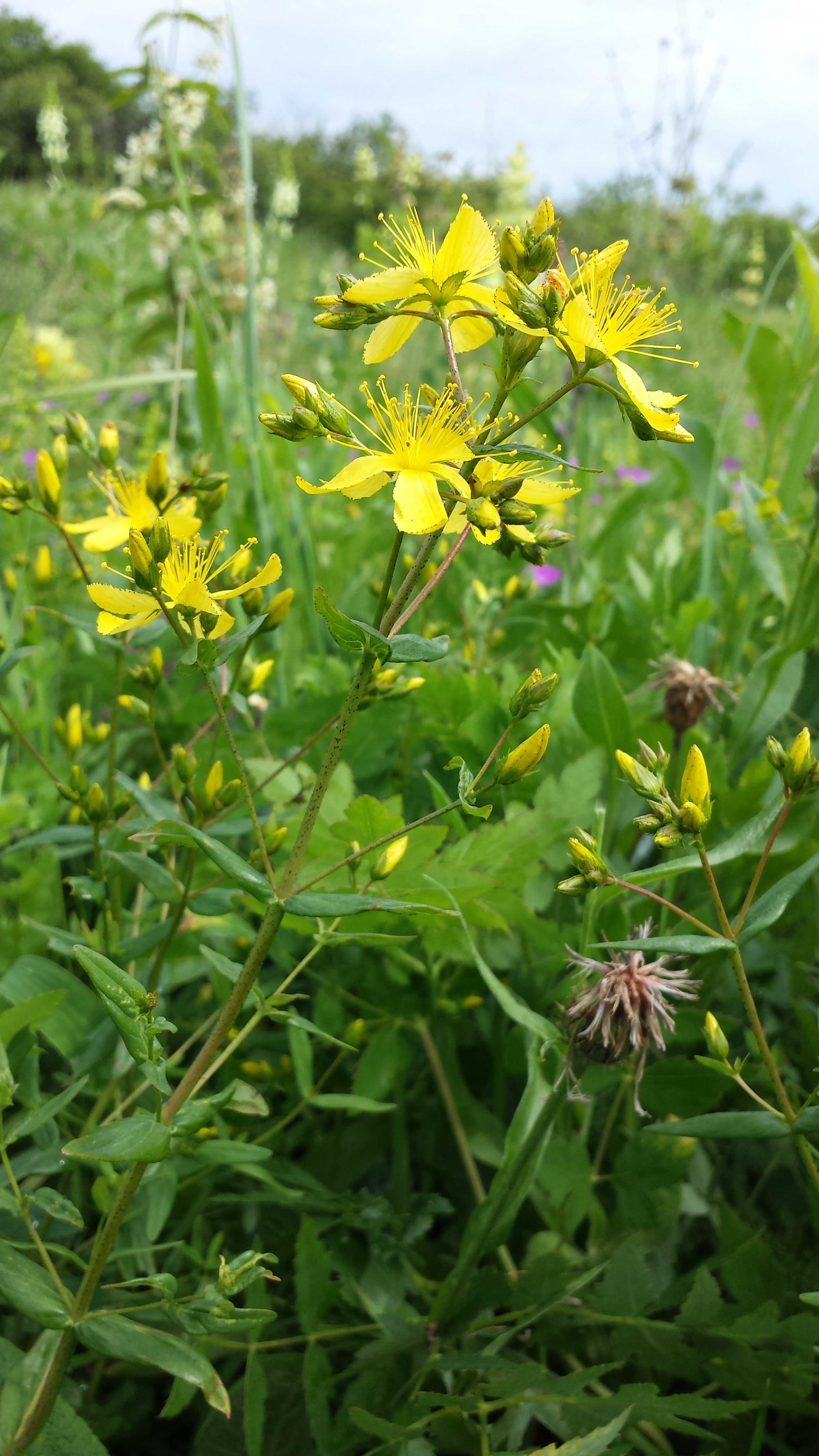
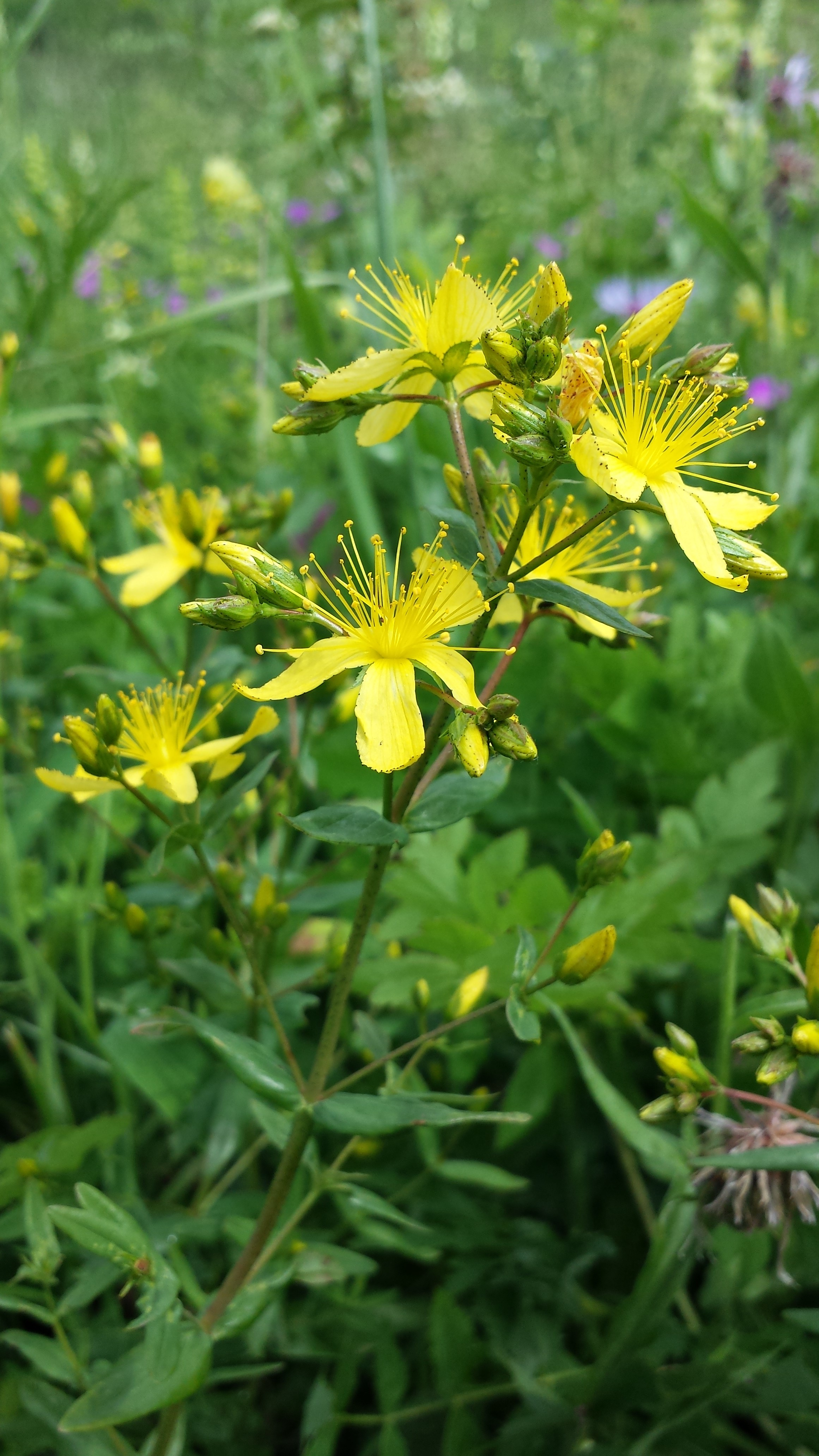
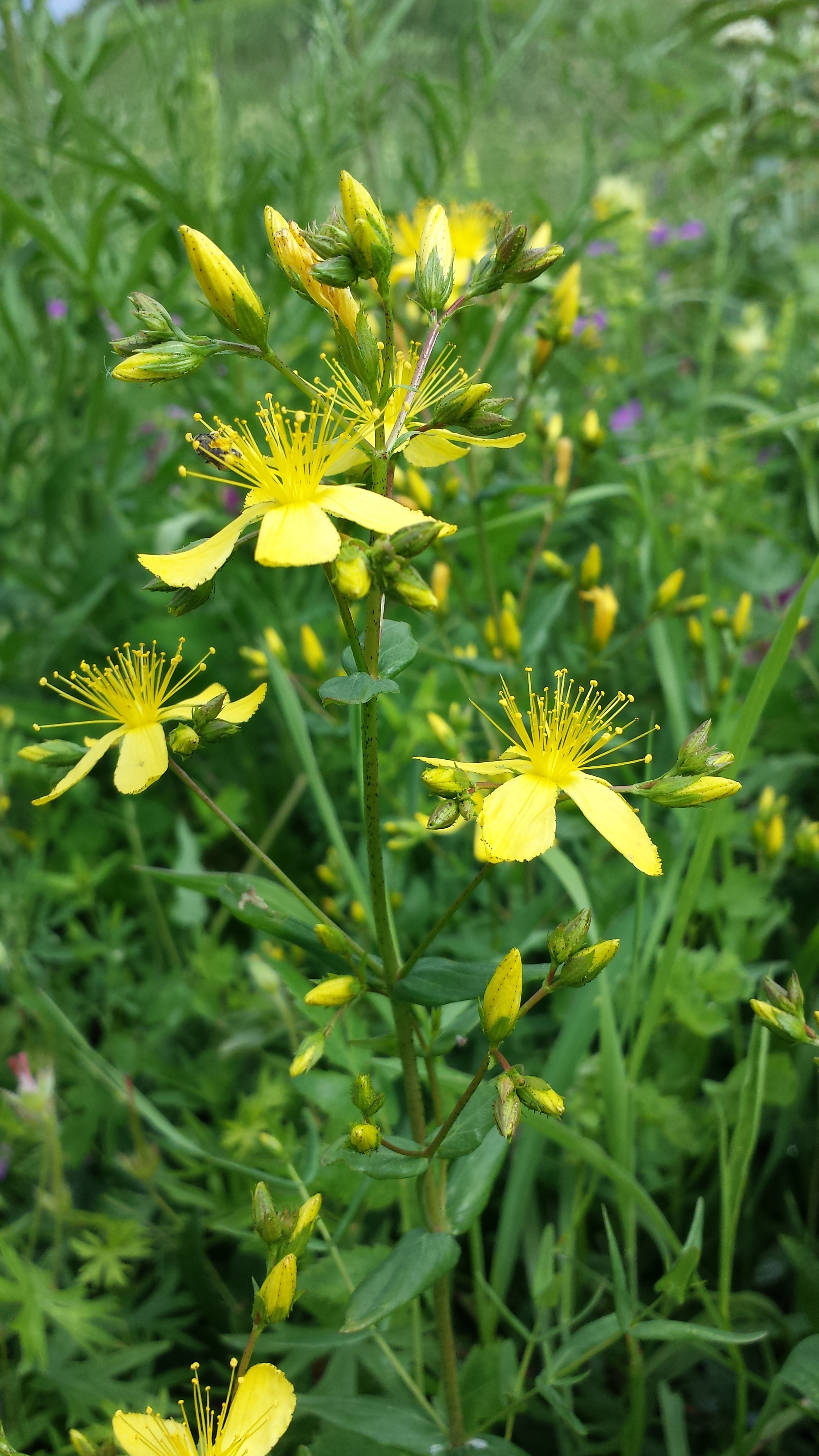
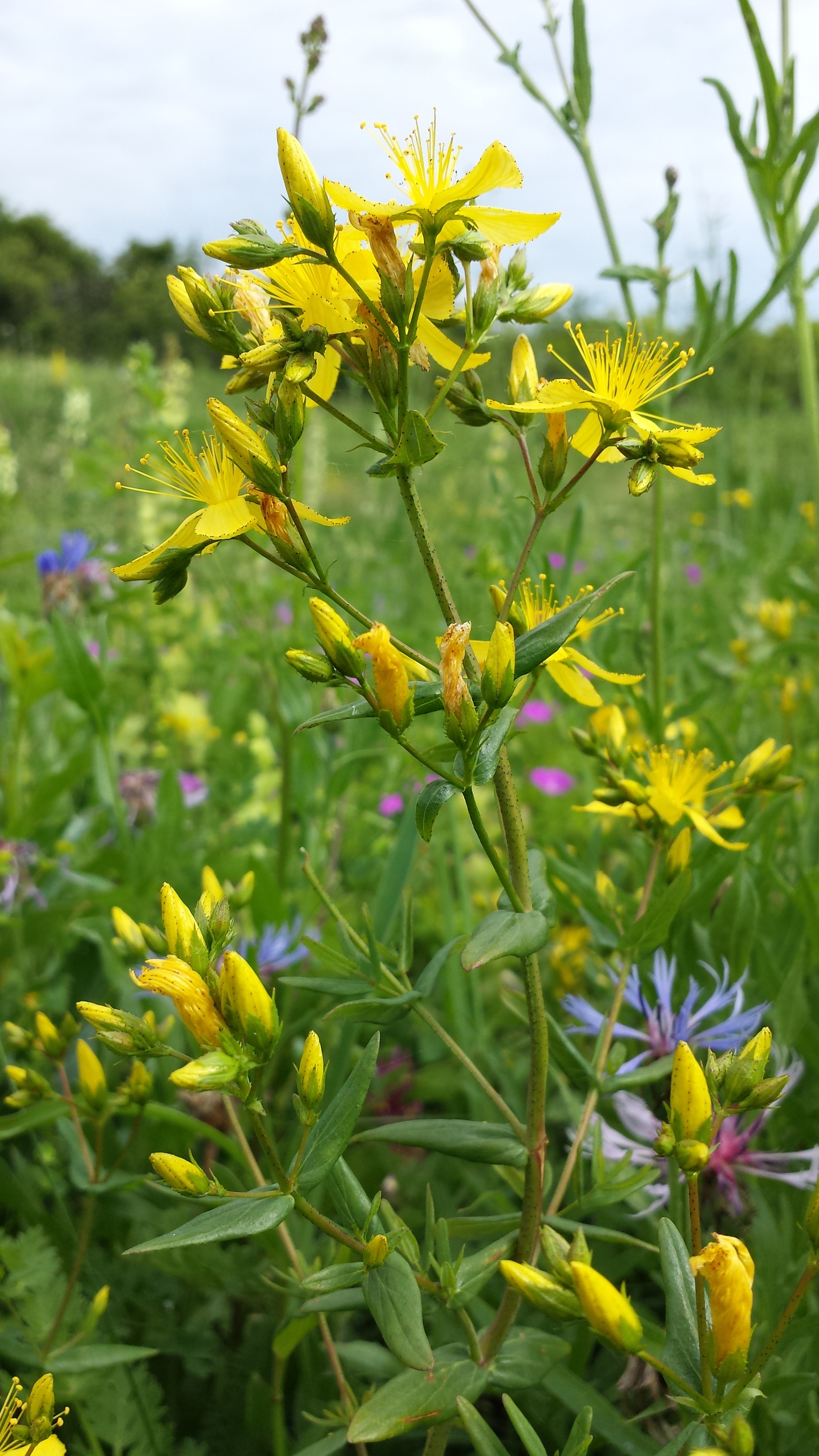
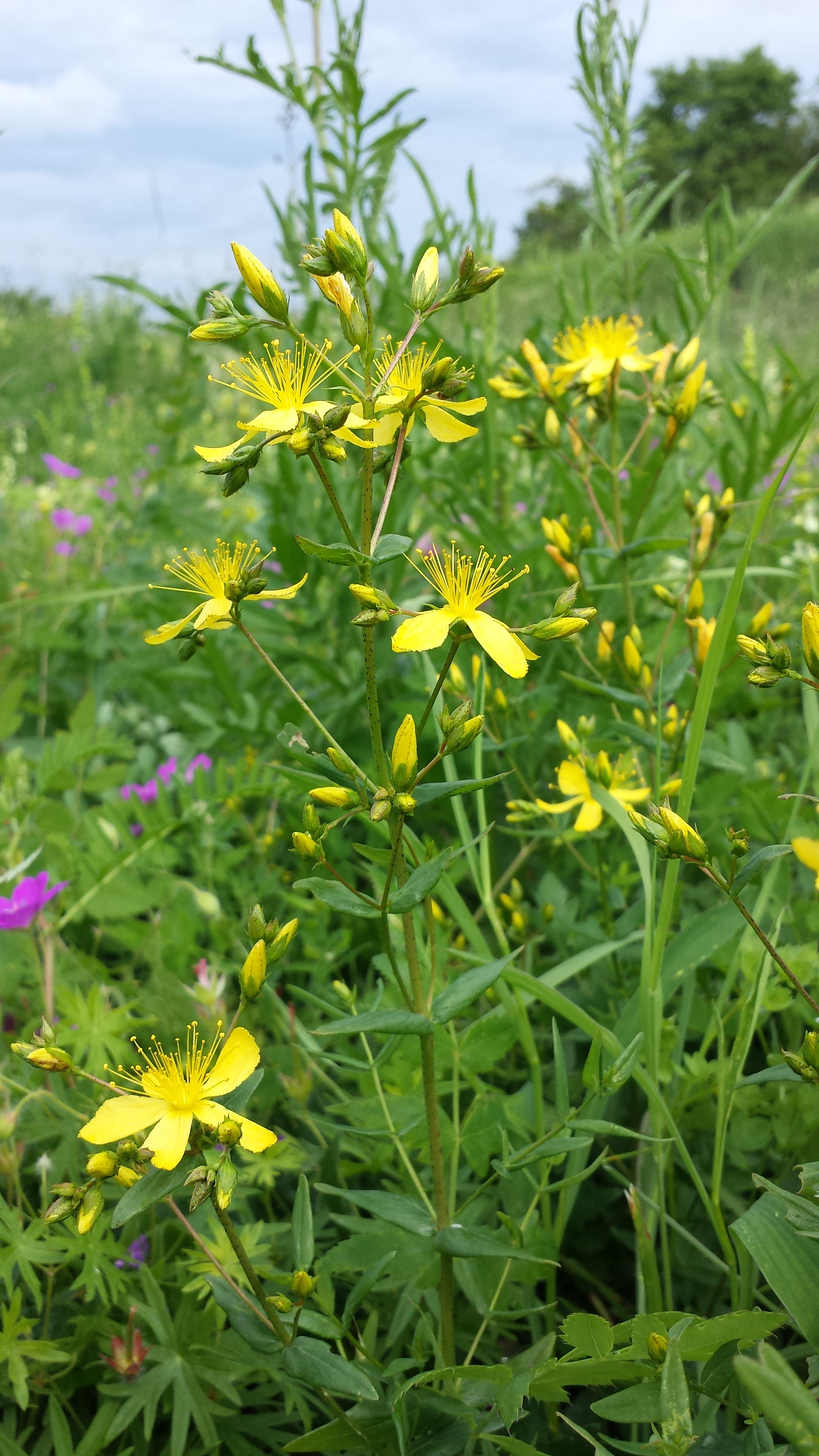